# Kung Fu Panda : Les Secrets des maîtres
Pour plus de détails, voir Fiche technique et Distribution.
Kung Fu Panda : Les Secrets des maîtres est un court-métrage d'animation américain des studios DreamWorks réalisé par Tony Leondis en 2011. Il est associé au long métrage Kung Fu Panda 2.

## Résumé
Po raconte à Tigresse et Mante la légende des trois plus grands héros du kung-fu : Maître Rhino, Maître Bœuf et Maître Croc.

## Fiche technique
- Titre : Kung Fu Panda : Les Secrets des maîtres
- Titre original : Kung Fu Panda: Secrets of the Masters
- Réalisation : Tony Leondis
- Scénario : Todd Berger et Paul McEvoy
- Direction artistique : Max Boas
- Musique : Lorne Balfe, John Powell et Hans Zimmer
- Montage : Marcus Taylor
- Producteur : Karen Foster, Melissa Cobb, Ellen Coss et Pilar Flynn
- Production : DreamWorks Animation
- Distribution : Paramount Pictures
- Format : couleurs
- Durée : 24 min
- Date de sortie :
  -  États-Unis : 13 décembre 2011

## Distribution

### Voix originales
- Jack Black : Po
- Angelina Jolie : Tigresse
- Dustin Hoffman : Shifu
- Randall Duk Kim : Oogway
- Seth Rogen : Mante
- Todd Berger : le serveur cochon
- David Cowgill : le rhino volant
- Donald Fullilove : le garde gorille
- Dennis Haysbert : le jeune bœuf
- Joseph Izzo : le petit oiseau
- Tony Leondis : le jeune crocodile
- Edie Mirman : la mère lapine
- Sumalee Montano : Su Wu, Wing Wu et Wan Wu
- Michelle Ruff : Money Bunny
- Paul Scheer : le jeune rhinocéros
- Paul Vogt : le présentateur porc

### Voix françaises
- Manu Payet : Po
- Marie Gillain : Tigresse
- Pierre Arditi : Shifu
- Xavier Fagnon : Mante
- Paul Borne : le jeune bœuf

### Voix québécoises
- Hugolin Chevrette-Landesque : Po
- Hélène Mondoux : Tigresse
- Guy Nadon : Shifu
- Vincent Davy : Oogway
- Tristan Harvey : Mante
- Yves Corbeil : le jeune bœuf
- Louis-Philippe Dandenault: le jeune crocodile
- Alexandre Fortin : le jeune rhinocéros